# Eloy Velasco
Eloy Velasco Núñez (Bilbao, 2 de enero de 1963) es un magistrado y juez español. Fue titular del Juzgado Central de Instrucción número 6 de la Audiencia Nacional española y director general de Justicia de los gobiernos de la Generalidad Valenciana, bajo la presidencia de Eduardo Zaplana y Francisco Camps, entre 1995 y 2003.

## Biografía
Nacido en Bilbao, es licenciado en Derecho por la Universidad de Deusto (1986). Desde 2010 es también doctor en Derecho por la Universidad de La Coruña con una tesis titulada “Delincuencia a través de Internet y nuevas tecnologías: aspectos procesales”, premio Extraordinario de Doctorado. Está casado y tiene dos hijos.

## Trayectoria
Comienza su carrera como juez sustituto en Portugalete (Vizcaya) en noviembre de 1987. Al año siguiente obtiene plaza en el concurso oposición a juez, según Orden de 26/01/1988. Pasó por los juzgados de Sagunto (Valencia) y Torrente (Valencia), y en 1990 ascendió a la categoría de magistrado. Ese año obtiene plaza en el Juzgado de Instrucción número 3 de Valencia, en el que permanecerá hasta 1995. Ha sido también profesor asociado de Derecho Procesal Penal de la Universidad de Valencia entre 1990 y 1995.

## Generalidad Valenciana
Abandonó la carrera judicial para ser nombrado director general de Justicia de la Generalidad Valenciana gobernada por el Partido Popular de Eduardo Zaplana, entre 1995 y 2003. Tras más de ocho años en el puesto, Velasco fue destituido por el titular de Justicia, Víctor Campos, por sus desavenencias políticas con el secretario del Departamento, Fernando de Rosa, también del Partido Popular. Reingresó en la carrera judicial en su destino del Juzgado de Instrucción 3 de Valencia en noviembre de 2003. Al año siguiente obtiene plaza en el Juzgado de Instrucción 24 de Madrid.

## Magistrado de la Audiencia Nacional
Desde 2008, Eloy Velasco está al frente del Juzgado Central n.º 6 de la Audiencia Nacional y por sus manos han pasado algunos de los casos más sonados de los últimos años. Envió a prisión al expresidente de la patronal, Gerardo Díaz Ferrán, y a su socio, Ángel de Cabo, en la llamada Operación Crucero. También instruyó la Operación Púnica, la trama de corrupción de la Comunidad de Madrid con un exconsejero, Francisco Granados, encarcelado. Además instruye las piezas desgajadas del sumario del 11-M contra seis sospechosos de participar en la masacre.

### Caso Otegi
El Juzgado Central de Instrucción número 6 instruyó la causa contra Arnaldo Otegi por enaltecimiento del terrorismo tras su participación en el mitin que celebró Herri Batasuna en Anoeta en noviembre de 2004.

## Polémicas
En julio de 2014, en unos cursos de verano de la Universidad Complutense, afirmó que el ministro de Justicia, Ruiz-Gallardón, “mareaba la perdiz” para dejar la reforma del aborto “en agua de borrajas”.
El periódico Vozpopuli.com publicó en abril de 2015 que abogados de los imputados en la trama Púnica estudiaban acciones legales contra el magistrado Eloy Velasco por entender que pudiera estar revelando secretos del sumario, mientras algunos de los presuntos implicados permanecían en prisión.
Su expresión “intimidación ambiental” empleada en un auto de imputación contra 20 jóvenes, en relación con los hechos acaecidos en el Parlament de Cataluña el 15 de junio de 2011, provocó también cierta polémica. En ese auto animaba a la fiscal a pedir una pena de entre 3 y 5 años de prisión para los encausados.
Durante un curso celebrado el 13 de noviembre de 2024 en la V Semana Internacional del Compliance, criticó al Gobierno de coalición de PSOE y Podemos y cuestionó su legitimidad. Refiriéndose a la aprobación de la ley del solo sí es sí de 2022, criticó a la entonces ministra de Igualdad por tratar de «enseñar el mundo» y explicar lo que es el consentimiento a los juristas, cuestiones que, según el juez, «nunca aprenderá Irene Montero desde su cajero de Mercadona». Algunos medios consideraron dichas declaraciones «clasistas», y la propia exministra respondió por redes sociales «De cajera a juez Velasco: cumpla la ley y póngase a estudiar», haciendo referencia a la recomendación de formarse en violencias machistas dirigida por ACNUR a los jueces en su Recomendación General N.º 33 sobre el acceso de las mujeres a la justicia.

## Publicaciones
Es autor de las siguientes obras y publicaciones:
- Ejecución de sentencias penales, Editorial Constitución y Leyes, Cólex, 1994.